# Pemphis
Pemphis là chi thực vật vùng hải dương trong họ Lythraceae. Chi này trước đây được coi là chỉ gồm một loài (loài điển hình, mô tả năm 1775, Pemphis acidula ) nhưng nay được nhìn nhận là gồm ít nhất hai loài.

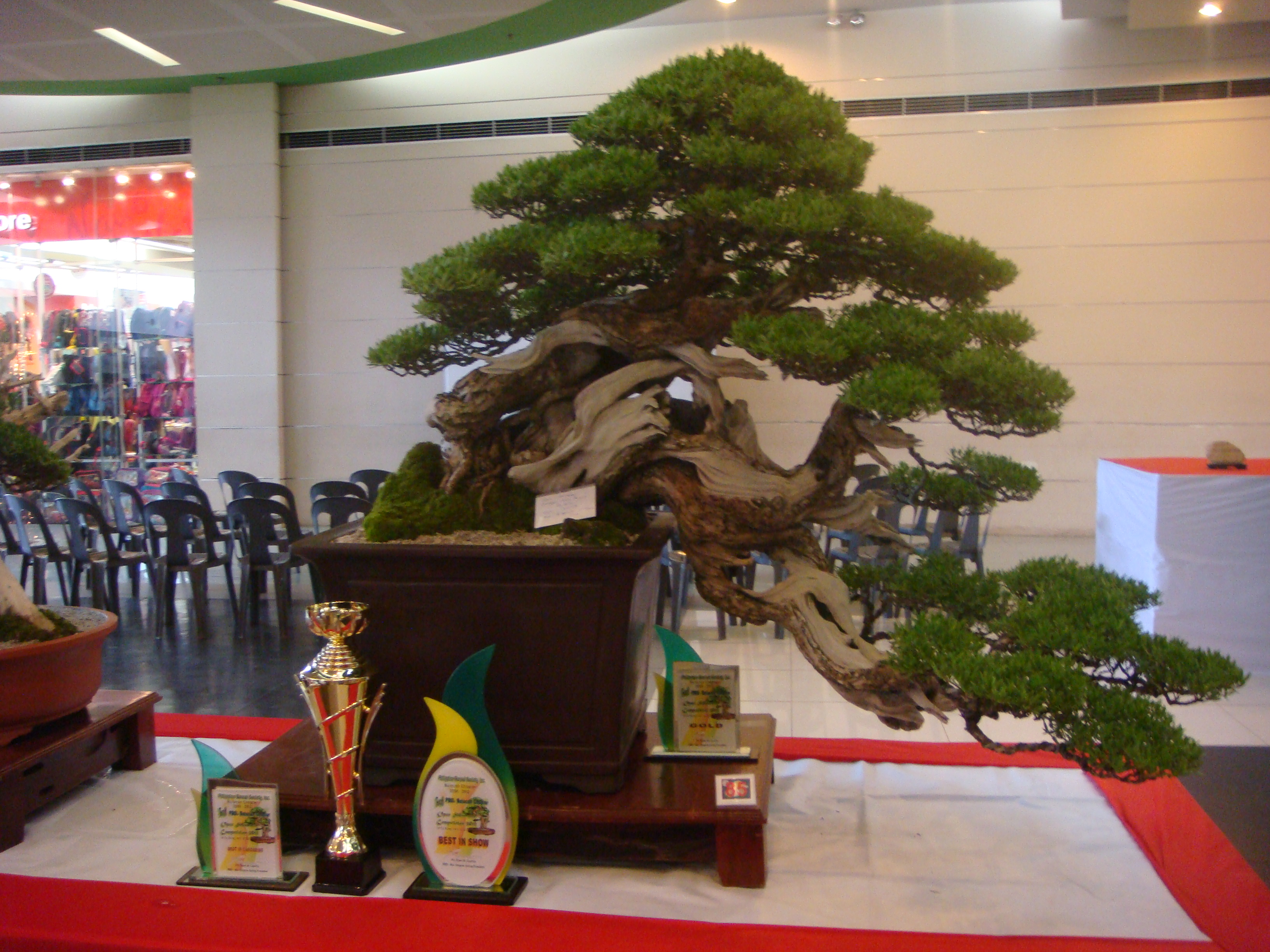
Pemphis acidula dạng bonsai

Pemphis có khả năng thích ứng cao. Tùy vào yếu tố môi trường, chúng có thể phân nhánh chằng chịt, mọc thành những bụi thấp mọc lan hay thành cây gỗ thấp. Lá có thể nhỏ, dày và mọng nước, hay lớn hơn và dẹp. Toàn thân cây phủ lông tơ mượt, trong suốt. Cây ra trái và hoa quanh năm. Hạt nổi trên nước, và có thể được phân tán nhờ dòng nước.

## Môi trường sống
Pemphis sống ven rừng ngập mặn, cũng như ở chỗ tiếp giáp rừng biển; chúng mọc trên những bãi biển, bám vào sỏi, cát, đá ong hay đá vôi.

## Phân bố địa lý
Chúng không phổ biến, nhưng có phân bố rộng, từ Đông Phi (trừ Seychelles, và quần đảo Zanzibar), những quốc gia khác giáp Ấn Độ Dương, đến Thái Bình Dương (Philippines, quần đảo Cook, Đài Loan và quần đảo Lưu Cầu) Những nơi khác mà Pemphis được ghi nhận gồm Thái Lan, Malaysia (Johore), Singapore, Indonesia (Papua, Sumatra, quần đảo Maluku, Madura và Java), Papua New Guinea, Hồng Kông và Úc.

## Các loài
Danh sách này theo The Plant List. Những loài chưa giải quyết (chưa được chấp nhận hoặc là danh pháp đồng nghĩa) được đánh dấu sao đỏ (*).
- Pemphis acidula J.R.Forst. & G.Forst. (type)[2]
- Pemphis hexandra Mart. ex Koehne*
- Pemphis madagascariensis (Baker) Koehne
- Pemphis stachydifolia Mart. ex Koehne*